# Călienii Noi
Călienii Noi – wieś w Rumunii, w okręgu Vrancea, w gminie Nănești. W 2011 roku liczyła 292
mieszkańców